# 국립한글박물관
국립한글박물관(國立한글博物館, 영어: National Hangeul Museum)은 한글 및 한글문화 관련 유물과 자료의 수집·보존·조사·연구·전시·교육 및 교류 등 한글문화의 보존, 확산 및 진흥에 관한 사무를 관장하는 대한민국 문화체육관광부의 소속기관이다. 2014년 2월 17일 발족하였으며, 같은 해 10월 9일 개관했다. 서울특별시 용산구 용산동6가에 위치하고 있다. 관장은 고위공무원단 나등급에 속하는 일반직공무원 또는 학예연구관으로 보한다. 국립중앙박물관 옆에 있다.

## 연혁
- 2014년 2월 17일 : 국립한글박물관 설치.[2]
- 2014년 10월 9일 : 국립한글박물관 개관.[3]

## 조직

### 관장
- 기획운영과[4]
- 전시운영과[5]
- 연구교육과[5]

## 역대 관장
- 초대 관장 문영호 : 2014.3.5 ~ 2016.5.10
- 2대 김철민 : 2016.5.11 ~ 2017.9.3
- 3대 김재원 : 2017.9.4 ~ 2017.12.6 - 중국 출장 중 사망
- 4대 박영국 2018.1.8 ~ 2019.6.30
- 5대 김낙중 2019.7.1 ~ 2019.9.25
- 6대 심동섭 2019.9.26 ~ 2021.10
- 7대 황준석 2021.10 ~ 2022.08
- 8대 김영수 2022.08 ~ 2024.01
- 9대 김일환 2024.01 ~

## 갤러리

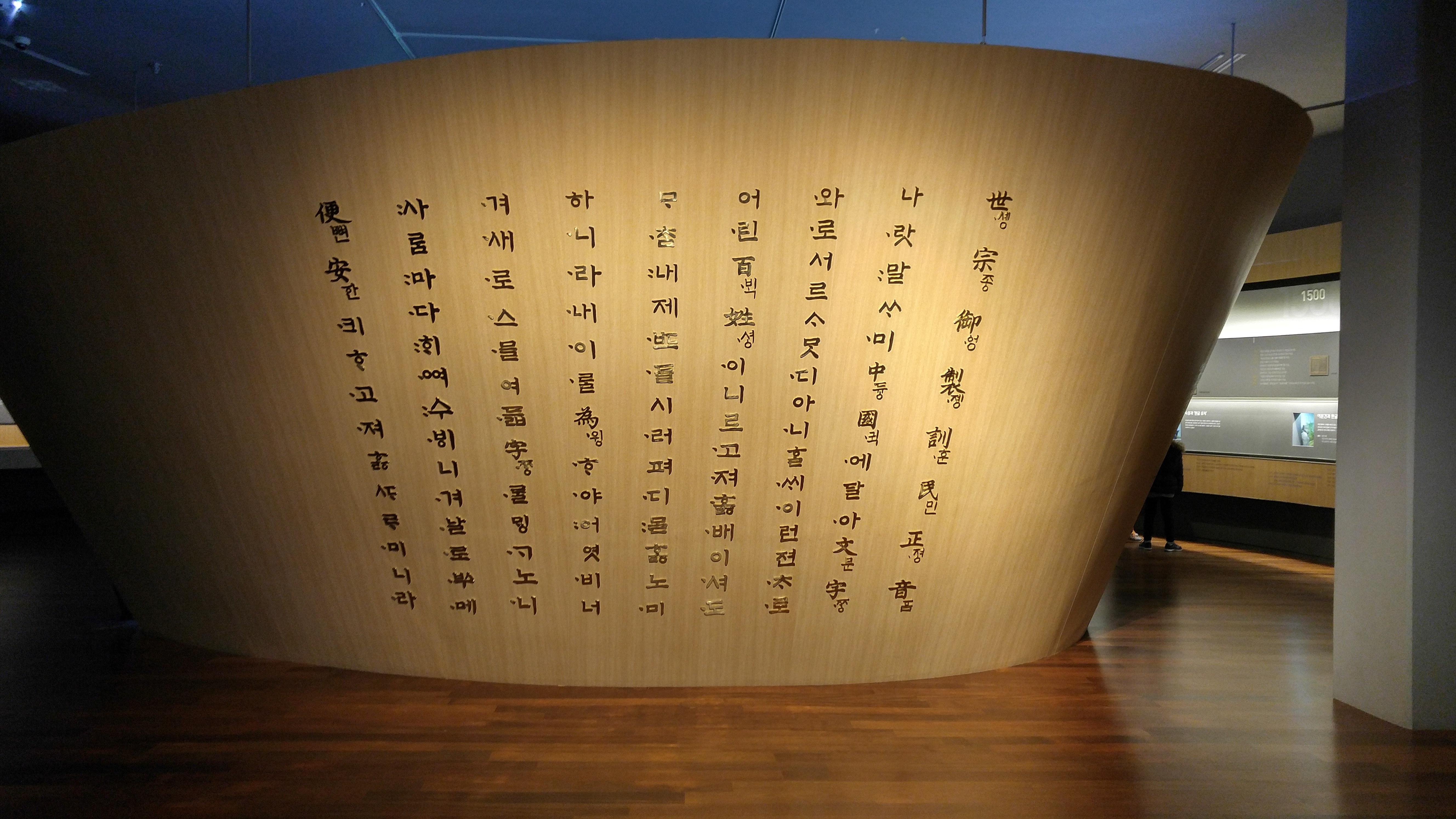
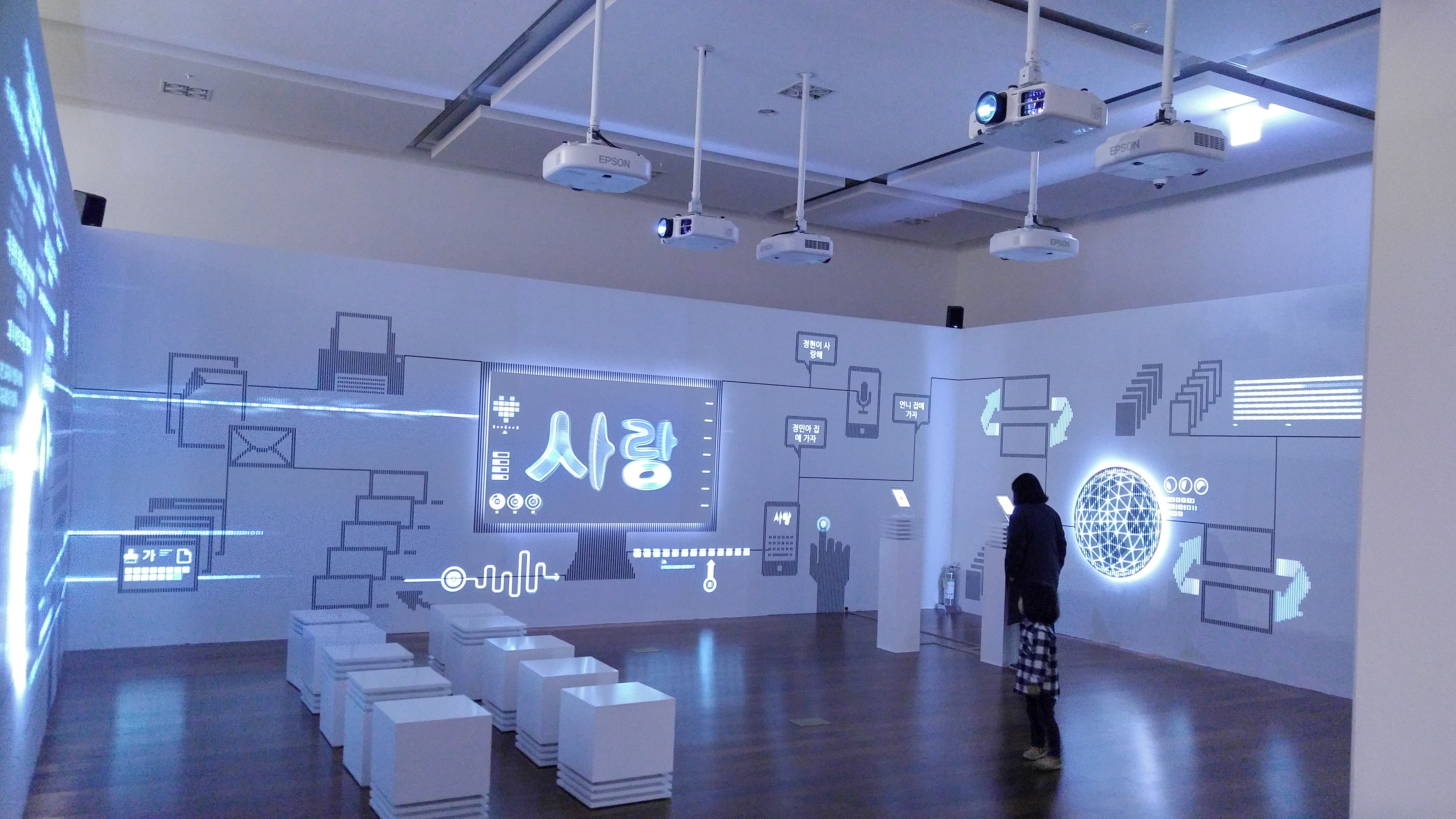
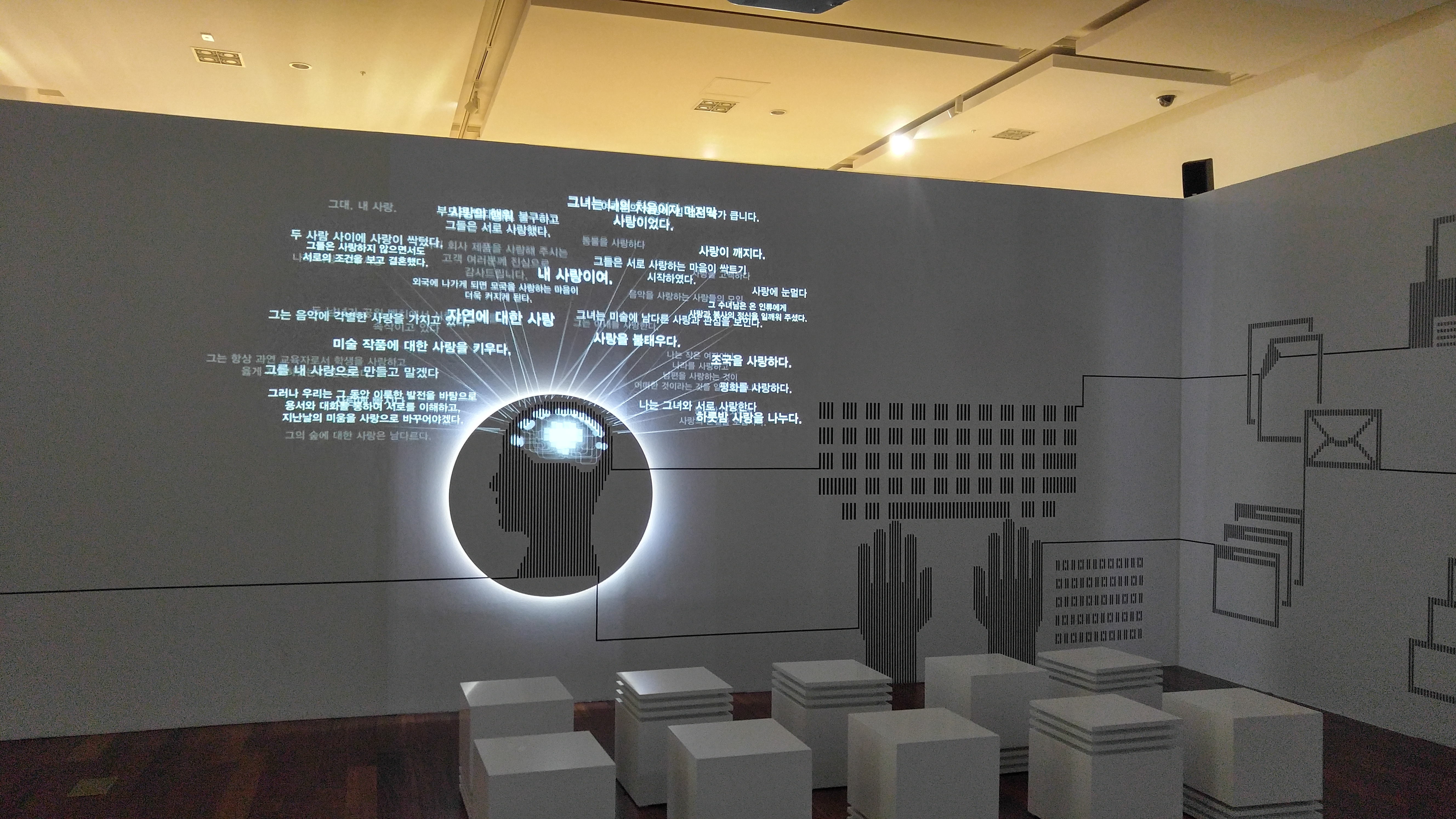
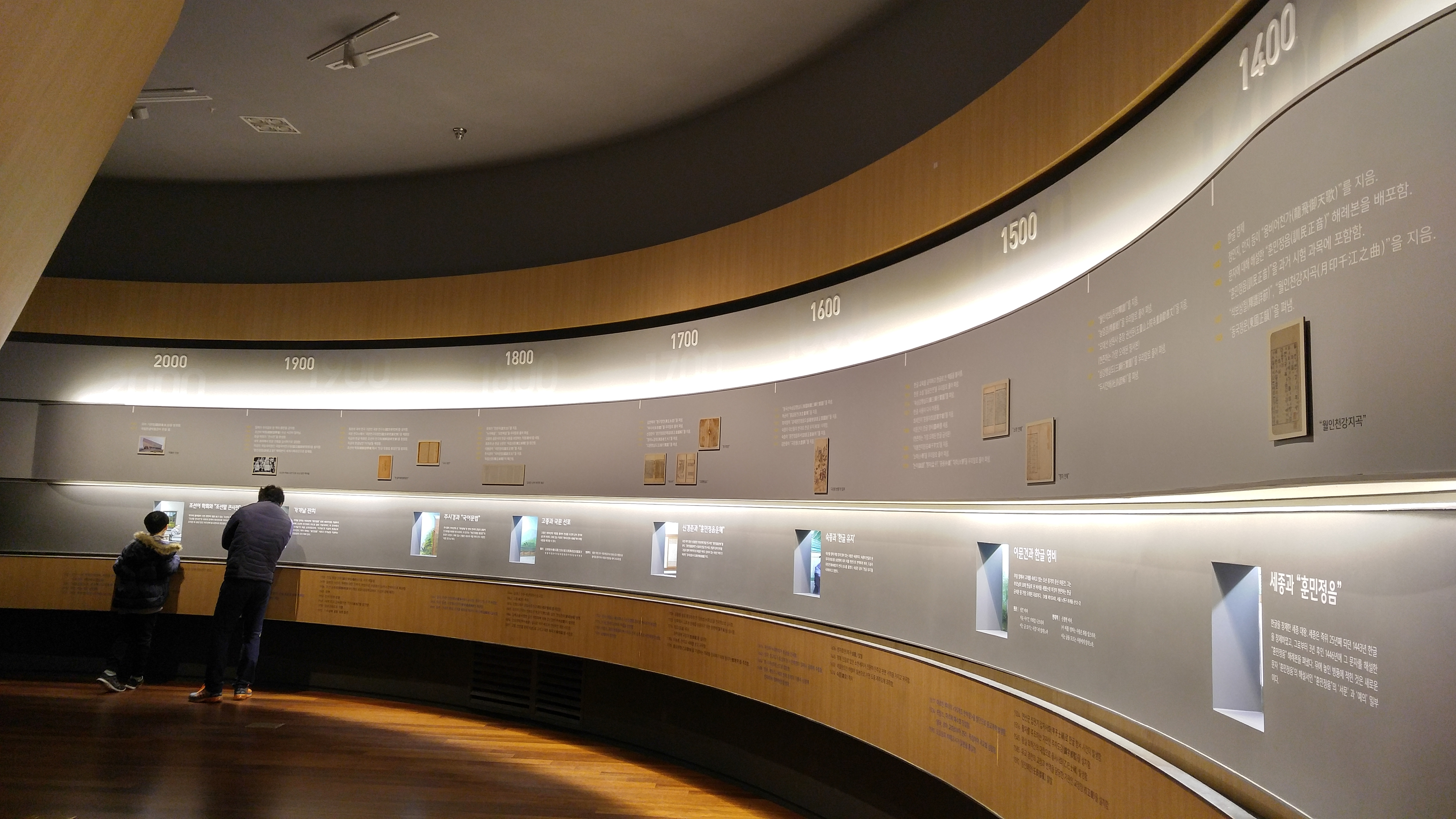
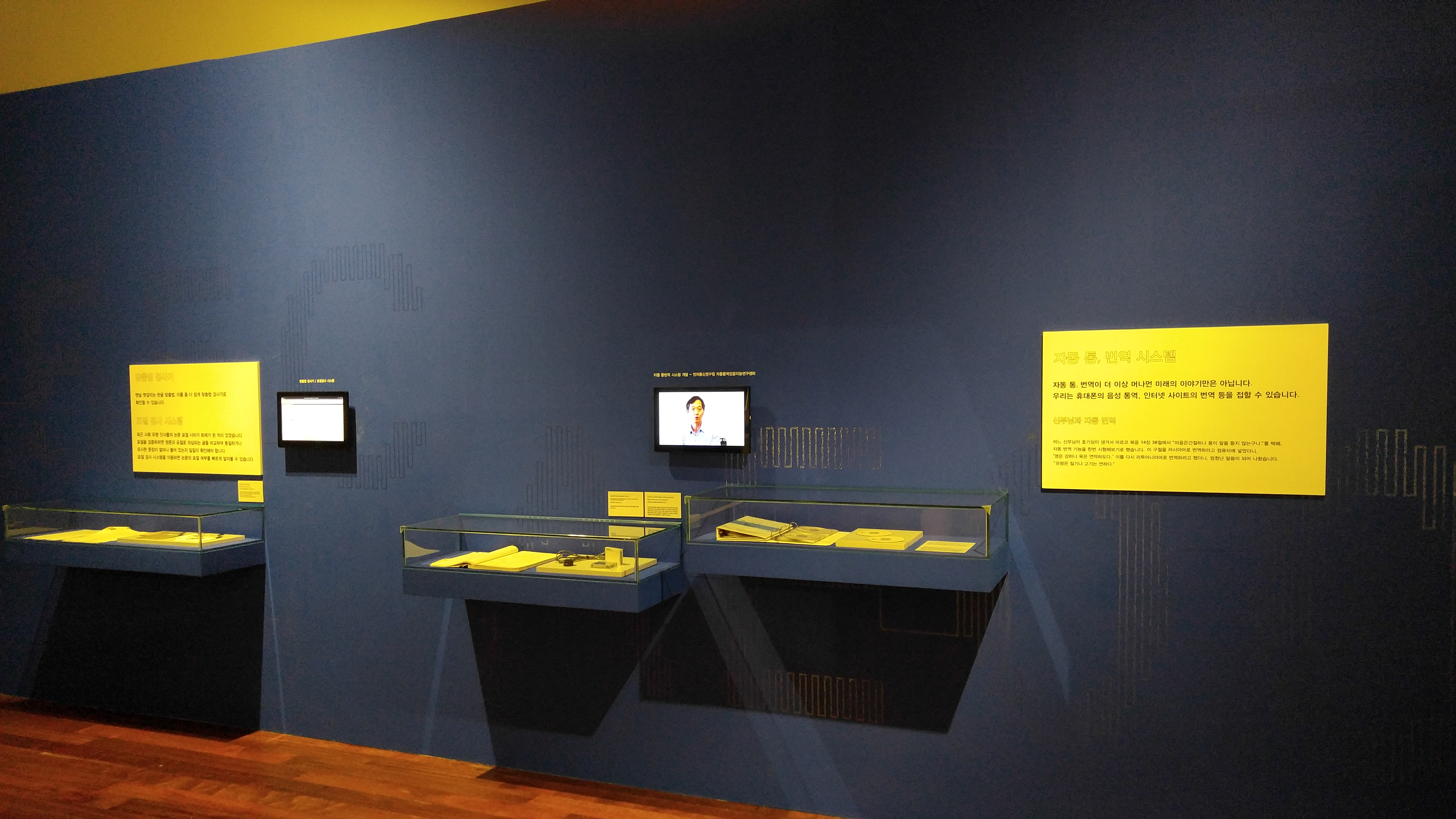
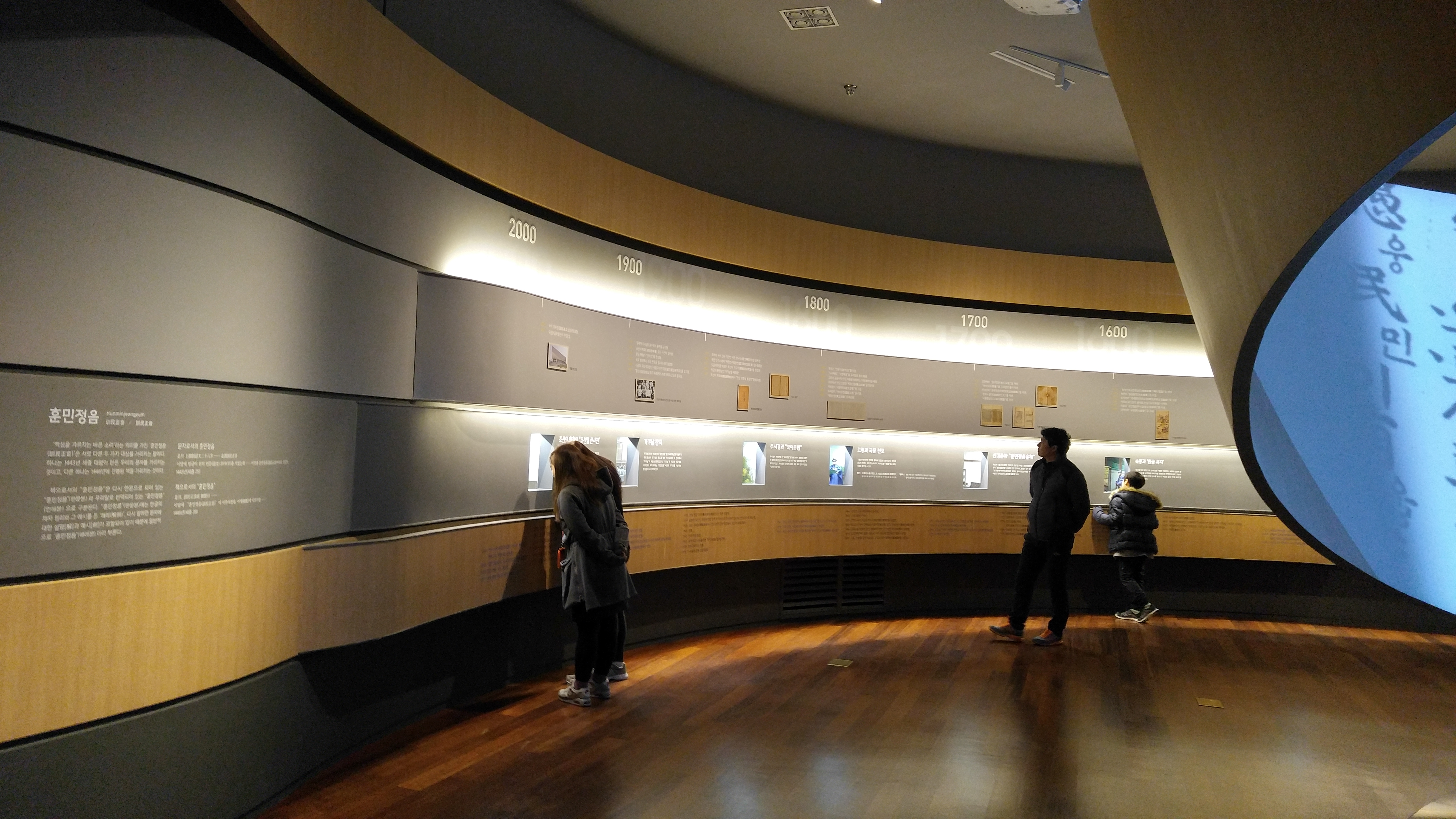
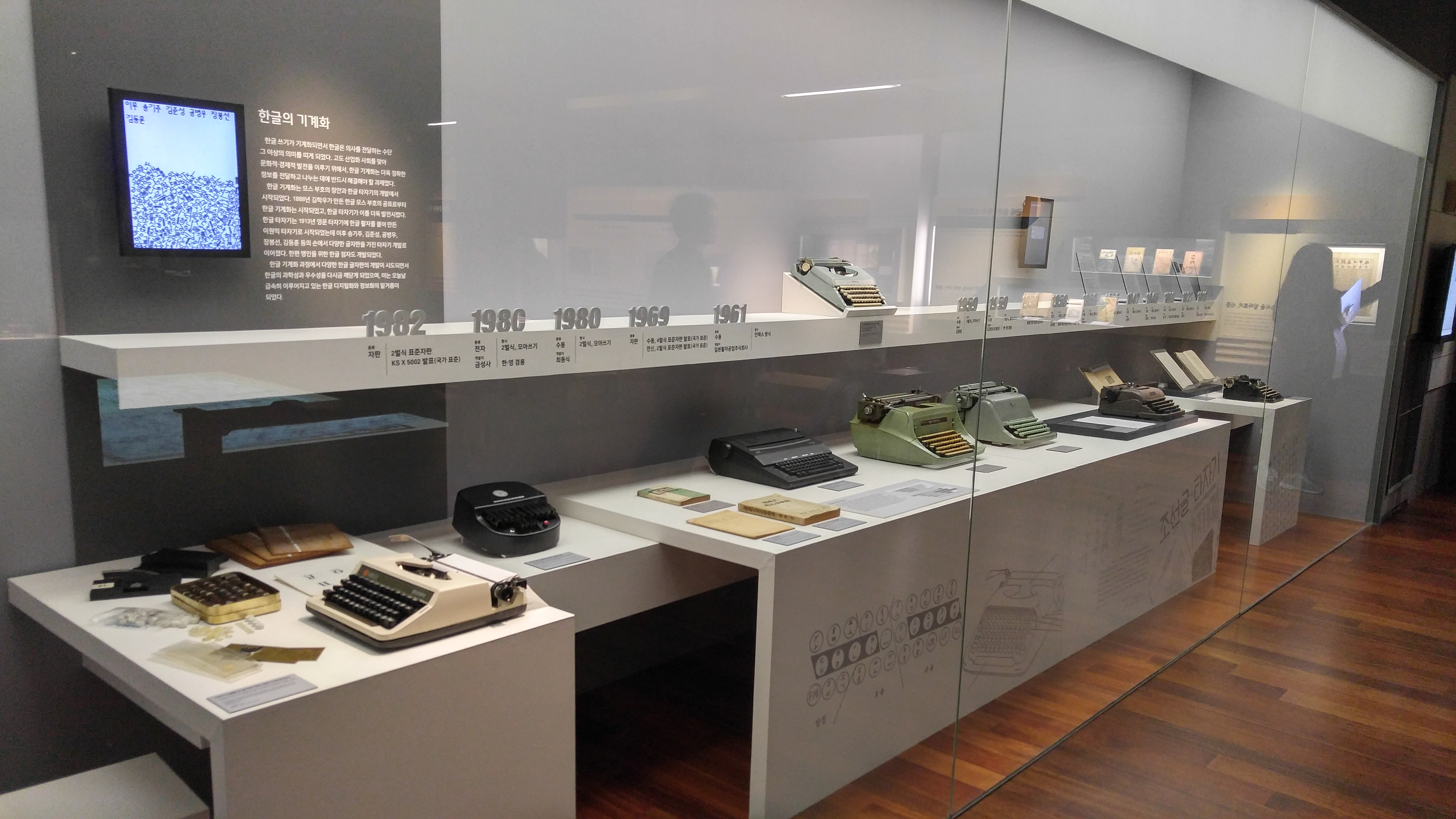
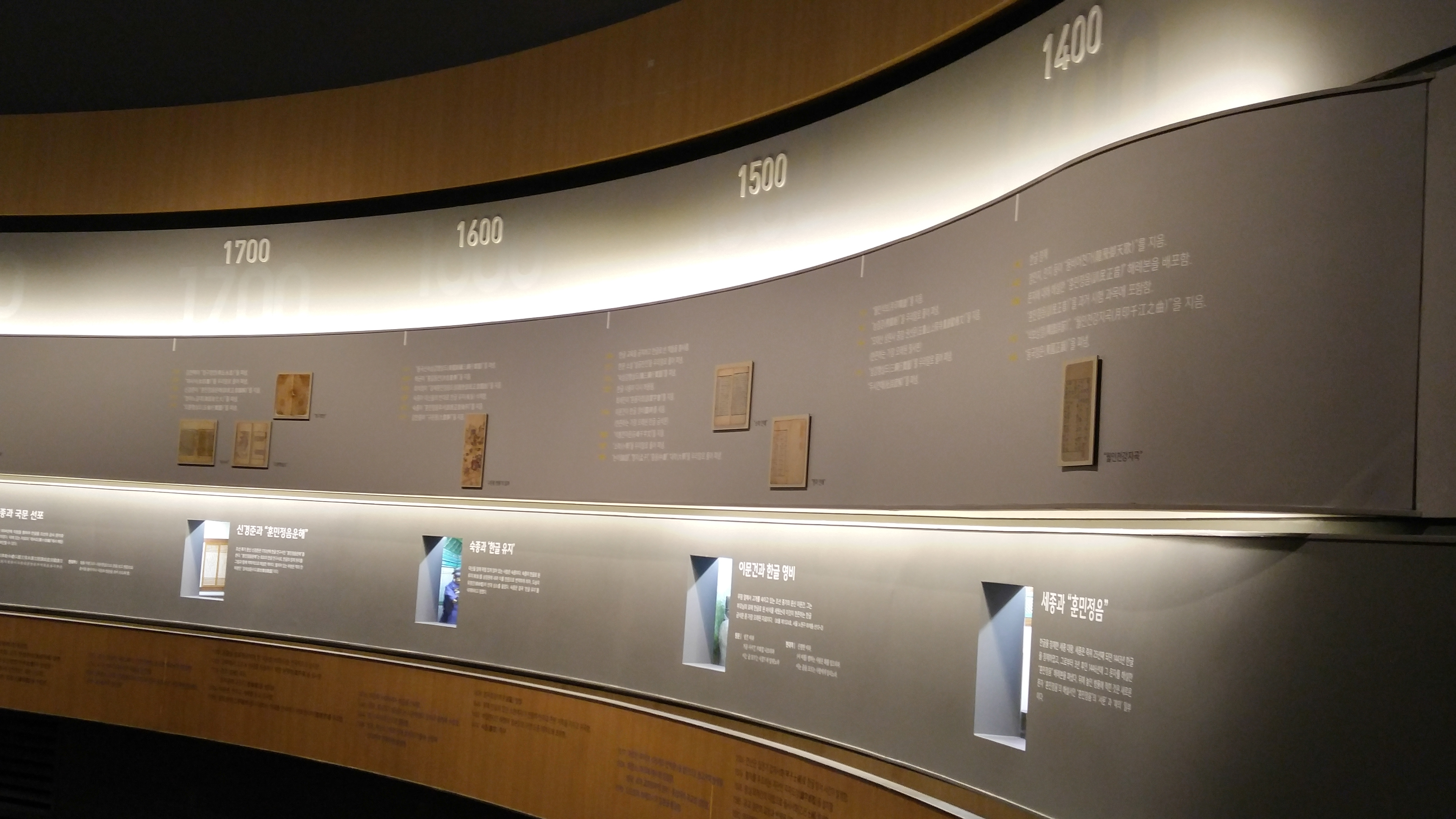
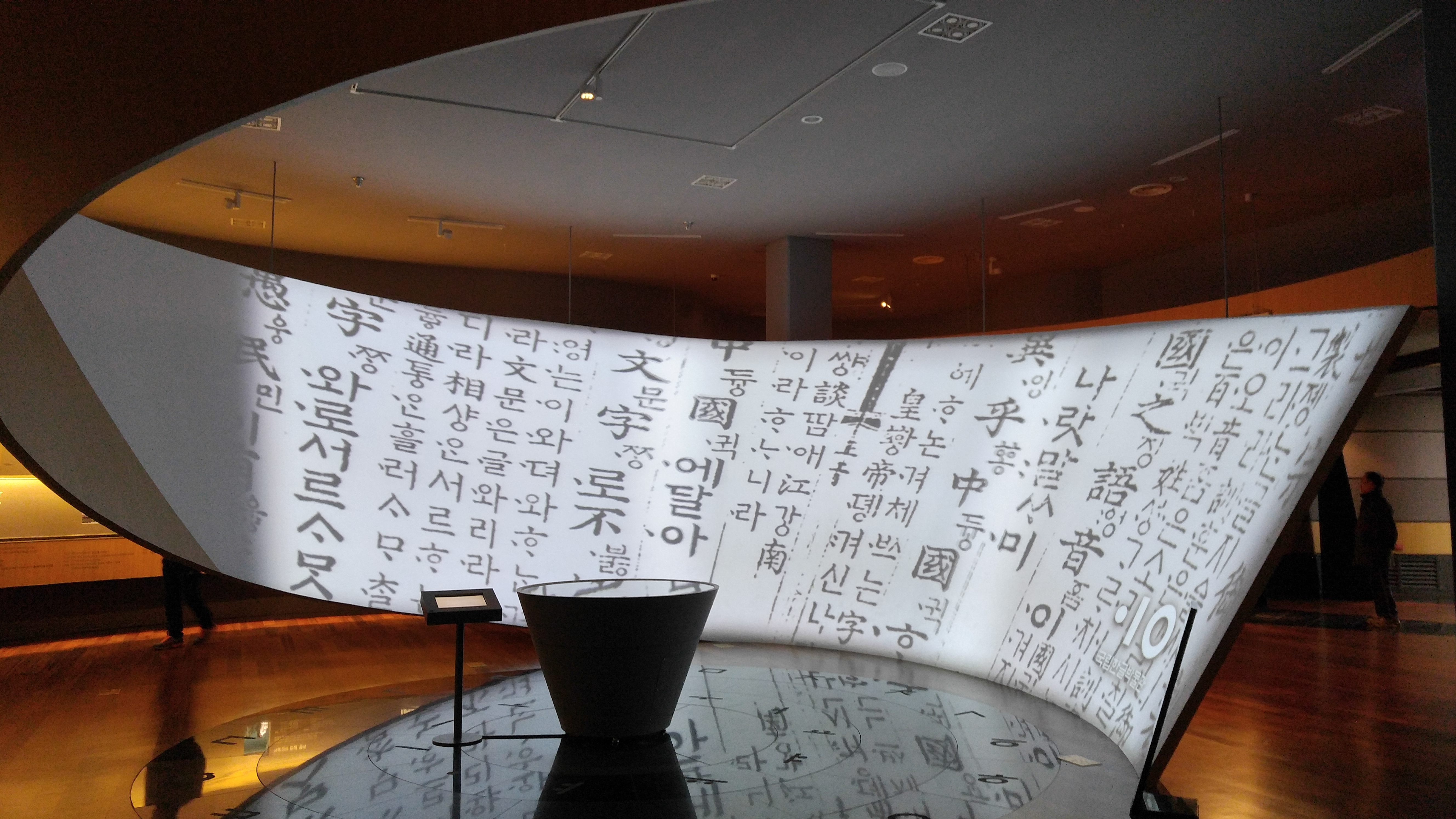
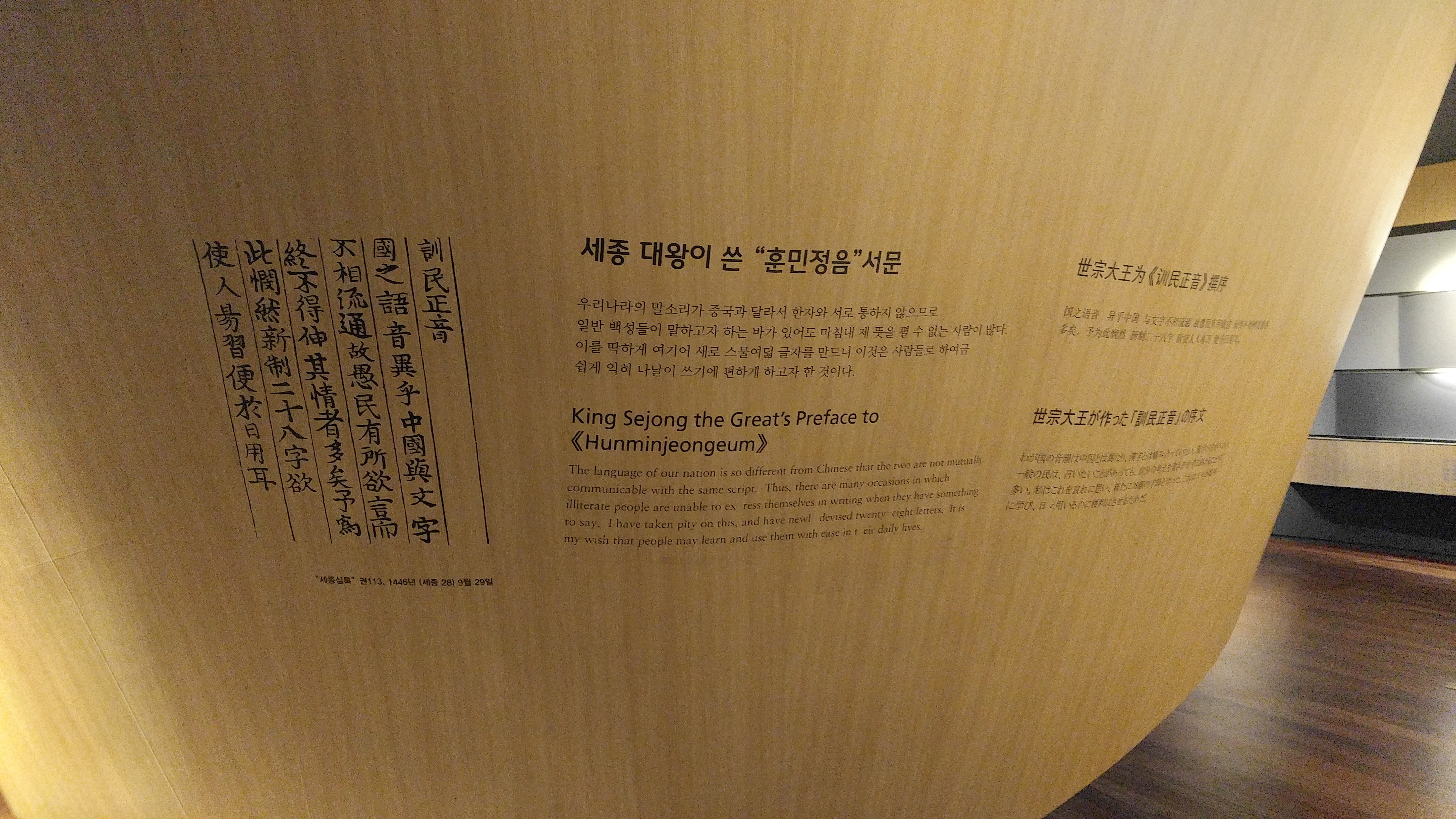

## 같이 보기
- 국립중앙박물관
- 국립민속박물관
- 한국박물관협회
- 국립국어원
- 한글날
- 훈민정음
- 디지털 한글박물관